# Richard Bourke (gubernator)
Richard Bourke (ur. 4 maja 1777 w Dublinie, zm. 14 sierpnia 1855 w Limerick) – brytyjski prawnik, oficer i administrator kolonialny. W latach 1831–37 był gubernatorem Nowej Południowej Walii. Polski historyk Wiesław Olszewski określił go mianem „najwybitniejszego praktyka liberalizmu w Australii”.

## Życiorys

### Kariera wojskowa
Był absolwentem studiów prawniczych w Christ Church w Oksfordzie. Jego znacznie starszym kuzynem był Edmund Burke, w którego domu młody Richard regularnie korzystał z gościny podczas wakacji szkolnych i uniwersyteckich. W 1798 wstąpił do British Army. Początkowo służył w Niderlandach, następnie został wysłany do Ameryki Południowej, gdzie m.in. brał udział w oblężeniu i zdobyciu Montevideo w 1807 roku. W 1821 otrzymał pierwszy stopień generalski. Wkrótce później przeszedł na wojskową emeryturę i osiadł w swoich dobrach rodowych w Irlandii.

### Kariera cywilna
Szybko doszedł do wniosku, że należące do niego włości nie przynoszą oczekiwanych przez niego dochodów, i zaczął zabiegać o przyjęcie do cywilnej służby kolonialnej. Początkowo był jednym z administratorów średniego szczebla w Afryce Południowej, a w latach 1826-28 zajmował nawet stanowisko tymczasowego gubernatora Kolonii Przylądkowej. W 1831 został mianowany gubernatorem Nowej Południowej Walii, co stanowiło wówczas zdecydowanie najważniejsze stanowisko w całej brytyjskiej administracji w koloniach australijskich. Zawdzięczał tę nominację m.in. wpływowym przyjaciołom w stronnictwie wigów.
Podstawowym zadaniem, jakie postawił przed sobą Bourke po przybyciu do Australii, było zwiększenie roli byłych skazańców i ich potomków w społeczeństwie kolonii, a także poprawa ich warunków życia (w literaturze historycznej określa się tę grupę społeczną mianem „emancypowanych”). Napotykało to na bardzo silny opór „ekskluzywnych”, czyli konserwatywnych środowisk wywodzących się od wolnych osadników oraz pilnujących skazańców żołnierzy, która to grupa pretendowała do statusu kolonialnej arystokracji. W tym celu zreformował przede wszystkim kolonialne sądownictwo, usuwając z niego ostatnie elementy sądownictwa wojskowego i wprowadzając w sprawach karnych system oparty na ławach przysięgłych, zbliżony do tego obowiązującego w Anglii. Ograniczył też stosowanie wobec skazańców kary chłosty, wprowadzając limit liczby batów, jaką mógł orzec sąd (limit ten ustalono na 50 batów, co stanowiło znaczny postęp, bowiem wcześniej w Australii zdarzały się nawet kary 1000 batów, często kończące się śmiercią w męczarniach). Dopuścił także byłych skazańców, którzy zakończyli już odbywanie kary, do zasiadania w ławach przysięgłych.
Bourke zreformował także zasady nabywania ziemi w kolonii, wprowadzając zasadę, iż w Nowej Południowej Walii nie ma ziemi niczyjej - cała ziemia niezajęta jeszcze przez prywatnych właścicieli należy do Korony i może jedynie od niej zostać nabyta. Pozbawił jakiejkolwiek mocy prawnej umowy nabycia ziemi od Aborygenów (które były zwykle zawierane w sposób wykorzystujący znacznie niższy poziom cywilizacyjny Aborygenów - ich liderzy godzili się oddawać duże obszary ziemi za stosunkowo mało wartościowe przedmioty, chociażby tanią biżuterię). Pozbawił także Kościół Anglii statusu Kościoła państwowego w kolonii i zrównał w prawach wszystkie wyznania chrześcijańskie.
Po zakończeniu kadencji gubernatorskiej powrócił do Irlandii, gdzie przeżył jeszcze 18 lat. Zmarł w 1855 w wieku 78 lat.

## Odznaczenia i upamiętnienie
Bourke został odznaczony Orderem Łaźni klasy Rycerz, co pozwoliło mu dopisywać przed nazwiskiem tytuł Sir. Jego pomnik znajduje się obecnie przed gmachem Biblioteki Stanowej Nowej Południowej Walii w Sydney. Jego nazwiskiem zostało nazwane miasteczko Bourke, a także dwa hrabstwa, po jednym w Nowej Południowej Walii i Wiktorii. Jest także patronem jednej z głównych ulic w centrum Melbourne.